# Amori all'armi
Amori all'armi è un dramma giocoso per musica in due atti, composto da Giuseppe Mosca sul testo di Giuseppe Palomba. La prima rappresentazione ebbe luogo al Teatro dei Fiorentini di Napoli il 29 marzo 1812.

## Interpreti
- Margherita Chambrand: Fiordispina, gentil donzella romana, tradita dal suo amore Ernesto e trasferitasi in campagna con il suo unico fratello.
- Francesca Gimignani Checcherini: Metilde, donzella civile, venuta da Roma per impalmarsi di Don Ciccio.
- Paolina Potenza: Livietta, cameriera del barone.
- Felice Pellegrini: Don Melchiorre Sciabolone, barone di un feudo rustico in Abruzzo.
- Carlo Casaccia: Don Ciccio
- Savino Monelli: Ernesto, amante di Metilde, che come suo parente si è introdotto in casa del barone.
- Giovanni Paci: Sinonimo, fratello di Fiordispina, bandito da Roma per aver commesso un omicidio.[2]